# Géry
Géry é uma comuna francesa na região administrativa de Grande Leste, no departamento de Meuse. Estende-se por uma área de 4,8 km². Em 2010 a comuna tinha 55 habitantes (densidade: 11,5 hab./km²).